# Ida B. Wells
Vous lisez un « article de qualité » labellisé en 2023.
Pour les articles homonymes, voir Wells.
Ida Bell Wells-Barnett, plus connue sous le nom Ida B. Wells, est une journaliste afro-américaine, rédactrice en chef et propriétaire d'un journal avec son mari. Elle est née le 16 juillet 1862 à Holly Springs, dans le Mississippi, et morte le 25 mars 1931 à Chicago, dans l'Illinois. C'est l'une des cheffes de file des débuts du mouvement des droits civiques. Connue pour documenter l'ampleur du lynchage des Noirs aux États-Unis, elle est également impliquée dans le mouvement pour le droit de vote des femmes et la reconnaissance des droits des Afro-Américains face aux lois Jim Crow.
Née esclave puis affranchie, Ida B. Wells suit des études puis prend en charge l'éducation de ses frères et sœurs lorsque leurs parents meurent brutalement en 1878. Comme enseignante dans une école primaire en milieu rural, elle constate le peu de moyens consacrés à l'éducation des personnes noires et le dénonce pour la première fois dans la presse.
Installée à Memphis, elle est confrontée à la ségrégation raciale autorisée par les lois Jim Crow. En 1884, elle assigne en justice la Chesapeake and Ohio Railway pour ségrégation et devient journaliste pour la dénoncer, sous le nom de plume Iola. En 1889, elle devient copropriétaire et directrice de publication du Memphis Free Speech.
En 1892, révoltée par les lynchages de l'épicerie populaire, elle s'engage dans le journalisme d'investigation et publie deux longs opuscules statistiquement documentés : Southern Horrors : Lynch Law in all its phases (1892) et The Red Record (1894). Elle participe au boycott de l'exposition universelle de 1893 et elle contribue à la fondation de nombreuses organisations militantes, dont la National Association for the Advancement of Colored People (NAACP).
Entre 1893 et 1895, elle parcourt les États-Unis et le Royaume-Uni pour décrire les atrocités du lynchage. Elle milite activement pour le droit de vote des femmes en créant notamment l'Alpha Suffrage Club, le premier club féminin afro-américain (1913), le Chicago Women's club et le Ida B. Wells Club. À travers ces différents clubs, Ida B. Wells cherche le resserrement des relations entre Noirs et Blancs. Elle est choisie par l'Alpha Suffrage Club comme déléguée pour le défilé pour le suffrage féminin de 1913 à Washington. Elle doit défiler avec la National American Woman Suffrage Association mais elle refuse de se placer avec les déléguées noires à l'arrière du cortège et défile avec la délégation blanche de l'Illinois, en tête de la manifestation.
Elle lutte contre la ségrégation raciale dans les écoles publiques. De 1910 à 1920, Ida Wells-Barnett crée et gère avec Ferdinand Lee Barnett, son mari, la Chicago Negro Fellowship League pour aider les Noirs pauvres arrivant des États du Sud.
De 1913 à 1916, elle est la première femme noire agent de probation au tribunal municipal de Chicago. En 1930, elle est l'une des premières candidates noires à se présenter à l'élection au Sénat de l'Illinois, mais elle est battue. Outre ce parcours militant, elle élève six enfants dont deux portent le prénom de militants anti-lynchages.
Un espace de réflexion lui est consacré au sein du National Memorial for Peace and Justice inauguré en 2018 en mémoire de l'héritage des esclaves noirs, des populations terrorisées par les lynchages et des Afro-Américains humiliés par la ségrégation raciale. Outre les inscriptions dans plusieurs Hall of Fame, Ida B. Wells reçoit à titre posthume en 2020 une citation spéciale du prix Pulitzer.

## Biographie

### Jeunesse et formation
Ida Bell Wells naît le 16 juillet 1862 à Holly Springs, dans le Mississippi, en condition d'esclavage pendant la guerre de Sécession. Elle est l'aînée de huit enfants. Sa mère, Elisabeth Bell, est vendue à plusieurs maîtres avant d'être achetée par l'architecte Spires Boling comme cuisinière,. Là, elle se marie avec James Wells, né d'un maître blanc et d'une esclave, qui est placé chez Spires Boling pour apprendre le métier de charpentier,. La famille Wells vit à Bolling–Gatewood House, avant d'être affranchie, en 1863, grâce à la Proclamation d'émancipation du président des États-Unis Abraham Lincoln qui abolit l'esclavage sur l'ensemble du territoire des États-Unis.
Après la guerre de Sécession, charpentier et maçon de formation, James Wells s'investit dans la politique et l’éducation. Il siège au premier conseil d’administration du Rust College — renommé ultérieurement université Shaw — le premier établissement supérieur pour affranchis. Ses parents lui ayant inculqué l'importance de l'instruction, Ida s'inscrit au Rust College, puis à l'université Fisk, un lycée noir de Nashville en 1884.
En 1878, une épidémie de fièvre jaune emporte ses deux parents et son petit frère. Elle reste seule pour élever ses frères et sa sœur et devient enseignante d’école primaire en milieu rural pour assurer les besoins de sa famille. Là, elle constate que les moyens consacrés à l'éducation des Noirs sont très limités. Elle accuse dans le Free Speech and Headlight le Conseil de l'éducation de Memphis de sous-financer les écoles afro-américaines, ce qui provoque son licenciement. En 1882-1883, elle s'installe avec trois de ses frères à Memphis chez sa tante, près d'autres membres de sa famille. Pour rejoindre son travail, elle doit prendre le train dans lequel la compagnie ferroviaire pratique la ségrégation.

### Carrière

#### Procès contre laChesapeake and Ohio Railroad Company
Profitant de l'arrêt Hall v. DeCuir de 1877 (détaillé dans le mouvement américain des droits civiques), la Cour suprême se prononce contre le Civil Rights Act de 1875 qui garantit l'égalité civique ; la ségrégation est maintenue, notamment en vertu des lois Jim Crow. Celles-ci imposent la ségrégation dans les transports en commun (bateaux, trains, diligences, etc.), l'ensemble des espaces et des services publics comme les écoles, les restaurants, les toilettes, les hôpitaux, les églises, les bibliothèques, les manuels scolaires, les salles d'attente, les salles de spectacles, les logements, les prisons, les pompes funèbres, les cimetières : un peu partout dans le Sud fleurissent des panneaux For White Only. Plusieurs compagnies ferroviaires du Sud maintiennent ainsi la ségrégation raciale de leurs passagers.

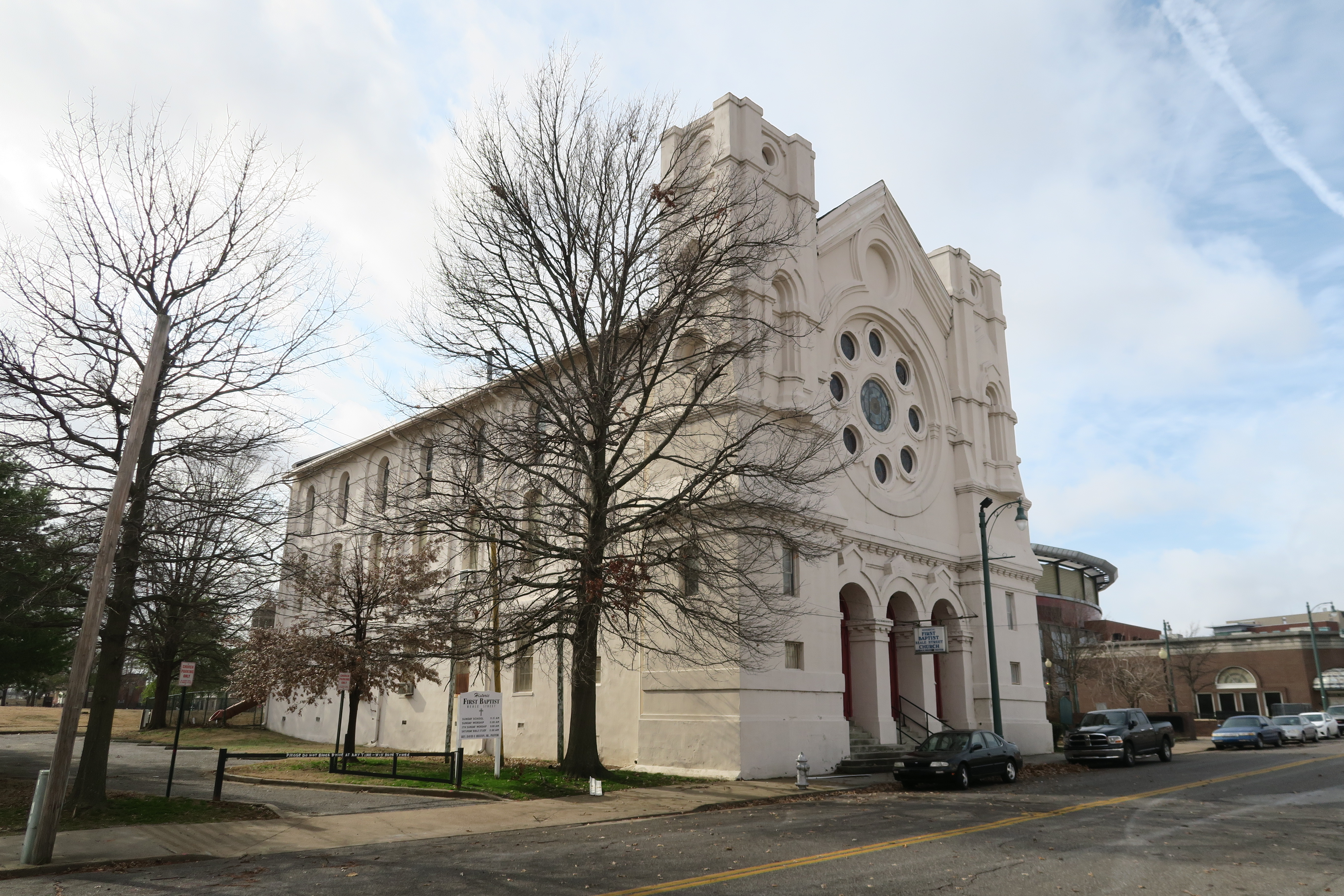
L'église baptiste de Beale Street qui héberge le journal créé par Ida B. Wells, le Memphis Free Speech.

L'événement qui conduit Ida B. Wells à mener une existence publique se produit le 4 mai 1884 sur une ligne de chemin de fer de la Chesapeake and Ohio Railway. Ce jour-là, le contrôleur du train lui ordonne d’abandonner sa place dans le compartiment non fumeur pour s’installer dans un de ceux qui sont réservés aux fumeurs, là où sont confinés les passagers afro-américains. Ida Wells proteste et refuse de quitter son siège, mordant au passage le contrôleur qui tente de la déloger. De retour à Memphis, sa ville de résidence, elle engage immédiatement une procédure judiciaire contre la compagnie ferroviaire. En ce sens, son refus est antérieur à ceux, plus notoires, de Claudette Colvin et surtout de Rosa Parks,. À l’issue du procès, la compagnie est condamnée à lui verser 500 dollars,. La Cour suprême du Tennessee casse ce premier jugement en 1885, sous prétexte que les deux wagons sont identiques, condamnant Ida Wells à payer les frais de justice. L’épisode, largement relayé dans la presse, lui assure une notoriété locale et lui permet de faire ses premiers pas de journaliste. Immédiatement après l’incident, elle écrit un article pour The Living Way, un hebdomadaire publié par une église fréquentée majoritairement par la communauté noire. Cette première collaboration avec le journal rencontre un large écho et devient une chronique hebdomadaire qu'Ida Wells signe de son nom de plume Iola. Peu de temps après, elle se voit offrir une rubrique dans un journal local, l’Evening Star. Elle aborde les sujets qui peuvent intéresser la communauté noire, critique le racisme et sa réputation nationale grandit doucement. En 1889, elle devient copropriétaire et directrice de publication du Memphis Free Speech, un journal antiségrégationniste créé par le révérend Taylor Nightingale (1844–1922), abrité par l'Église baptiste de Beale Street, première église construite pour les Noirs à Memphis,,.

#### Campagne anti-lynchage et journalisme d'investigation

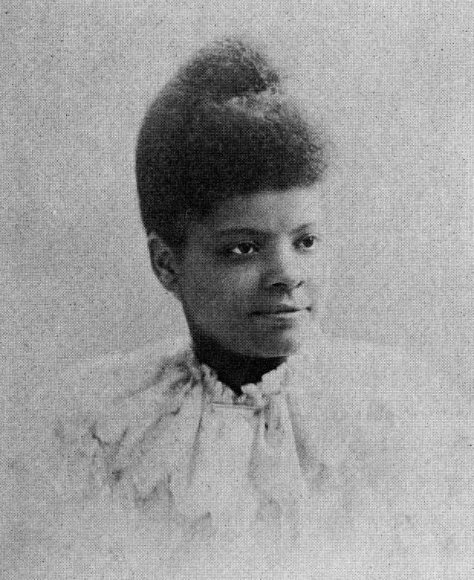
Ida B. Wells-Barnett en 1909.

##### Lynchage à The Curve, Memphis
En mars 1892, dans un contexte de tensions raciales attisées par des terroristes du Ku Klux Klan, une émeute nocturne vise la People's Grocery Company. Cette épicerie prospère, tenue par des Noirs, est accusée de faire de l'ombre à un commerce similaire, mais tenu par des Blancs. Trois hommes sont blessés par balle et les trois propriétaires du commerce — Thomas Moss, Calvin McDowell et Henry Stewart — sont emprisonnés. Dans la nuit, la foule prend d’assaut la prison et les tue. Ida Wells, qui connaît bien les trois hommes, est absente cette nuit-là, occupée à vendre des souscriptions pour son journal à Natchez. Apprenant la nouvelle, elle exprime sa colère dans le Memphis Free Speech sous la forme d'un article dans lequel elle presse ses concitoyens noirs de quitter la ville : « Il n’y a qu’une seule chose à faire ; prendre notre argent et quitter une ville qui ne protégera jamais nos vies et nos biens, ne nous rendra pas justice devant les tribunaux, mais nous prend et nous tue de sang froid quand nous sommes accusés par des personnes blanches. »,. Entre 2 000 et 6 000 résidents quittent la ville,.

##### Memphis Free Speechdétruit par la foule
L'assassinat de ses amis pousse Wells à mener un travail d'investigation sur les lynchages pratiqués à l'encontre des Afro-Américains dans le Sud des États-Unis. Après trois mois de recherches, son premier article sur le sujet conclut que l'accusation de viol, souvent avancée comme justification du lynchage, n'est en réalité qu'un prétexte utilisé pour punir les Noirs surpris à avoir des relations sexuelles consenties avec des Blanches,. Elle suggère également que les sudistes blanches sont attirées sexuellement par les Noirs. La réaction à la publication de son article est immédiate : le 27 mai 1892, alors qu'Ida Wells est à Philadelphie, son journal est détruit et son assistant chassé de la ville.
Effrayée, elle refuse de retourner à Memphis et s'installe à New York, où Timothy Thomas Fortune, du journal The New York Age, accepte de publier ses articles consacrés au lynchage. Elle peut, pendant cette période, mesurer ses qualités d'oratrice lorsqu'on lui demande d'intervenir publiquement dans un meeting contre le lynchage. Elle s'affirme dès lors comme l'une des principales protagonistes de la campagne contre les lynchages.

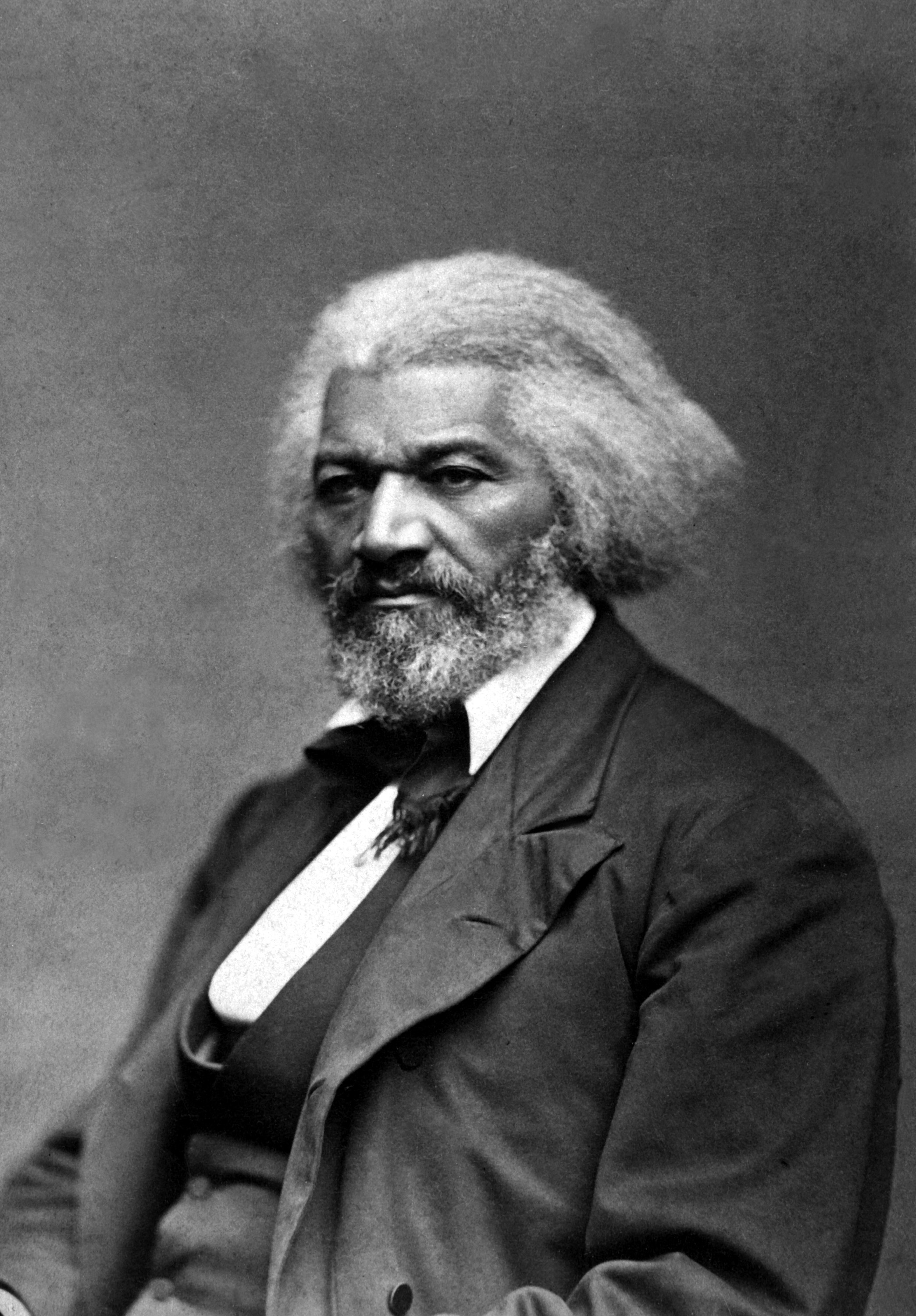
Frederick Douglass vers 1879.

##### Boycott de l'Exposition universelle de 1893, Chicago
Elle organise notamment, en compagnie du vétéran de la lutte contre l'esclavage Frederick Douglass, un boycott de l'exposition universelle de 1893 qui, nulle part, ne mentionne l'histoire des Afro-Américains dans les pavillons officiels. Ida Wells, Frederick Douglass, Irvine Garland Penn et Ferdinand Lee Barnett rédigent à cette occasion un pamphlet qui détaille le parcours des Noirs depuis leur arrivée en Amérique et qui est distribué à l'entrée de l'exposition, : « Les raisons pour lesquelles l'Américain de couleur n'est pas à l'exposition universelle. » (Reasons Why the Colored American Is Not in the World's Columbian Exposition). Ida Wells confie plus tard à Albion W. Tourgée que 20 000 copies du pamphlet ont été distribuées. À l'issue de l'exposition, Wells décide de rester à Chicago et trouve une place dans la rédaction du The Chicago Conservator, le premier journal afro-américain créé dans la ville,, ainsi que dans d'autres journaux locaux.

#### Travaux sur les lynchages
Ida B. Wells publie deux ouvrages sur les lynchages. Elle étudie les cas de lynchages de 728 hommes, femmes et enfants noirs pendant les dix années qui précèdent les meurtres de Memphis,. Southern Horrors : Lynch Law in all its phases est un long pamphlet qui reprend et développe un article paru le 25 juin 1892 dans The New York Age The Red Record (1892-1894) est d'une autre nature puisqu'il s'appuie sur un travail de compilation statistique.

##### Southern Horrors(1892)

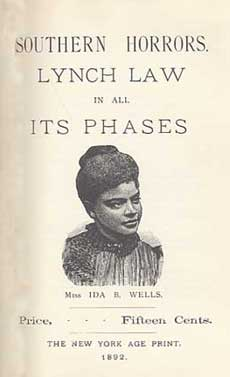
Couverture de son ouvrage, Southern Horrors : Lynch Law in all its phases (1892).

Après avoir examiné de nombreux récits de lynchages dus à de prétendus « viol[s] de femmes blanches », Ida Wells conclut que les sudistes invoquent le viol comme excuse pour travestir les véritables raisons de leurs lynchages. Moins du tiers sont liés à cette accusation,. La plupart des autres sont liés aux préjugés raciaux, à des actes incendiaires, des querelles avec les Blancs ou encore des vols. Elle montre la grande différence de traitement par la justice entre les Blancs et les Noirs pour les motifs de viols,.
Ida Wells lie également cette situation au progrès économique des Noirs qui concurrence les sudistes blancs, raison pour laquelle les Blancs cherchent à imposer aux Noirs un statut de seconde classe dans la société. C'est une question d'actualité dans le Sud et dans de nombreux États. Au tournant du siècle, les États du Sud, à commencer par le Mississippi en 1890, adoptent des lois, notamment les lois Jim Crow et/ou de nouvelles constitutions pour priver de leurs droits la plupart des Noirs et de nombreux Blancs pauvres,. Ces États recourent à des taxes électorales (poll tax), des tests d'alphabétisation et autres dispositifs. Seule une minorité d'Afro-Américains arrive à voter et quand elle le fait, souvent, les représailles tombent, au mieux le fouet, au pire la pendaison sommaire ou l'exécution des votants et de leur famille.
Wells fait également le récit de cas d'hommes noirs lynchés après avoir été accusés d'avoir violé des femmes blanches, ainsi que les témoignages de ces dernières admettant des relations sexuelles consenties, afin de pointer le fait que ces hommes avaient été lynchés sans preuve alléguée de leurs crimes.

##### The Red Record(1895)
The Red Records est un ouvrage de 100 pages écrit dans le but non seulement de documenter comme Southern Horrors mais d'argumenter contre la pratique du lynchage en tant que moyen de faire respecter l'ordre et la loi aux États-Unis depuis la période dite de la reconstruction qui suit la Proclamation d'émancipation de 1863,.
Le livre couvre également les luttes des Noirs dans le Sud depuis la guerre de Sécession. The Red Record pointe les taux alarmants de lynchage aux États-Unis (197 Blancs et Noirs lynchés dans 18 États en 1894). Ida B. Wells constate que le nombre de Noirs lynchés est supérieur au nombre de Blancs qui subissent le même sort, alors que les Noirs ne dépassent pas 20 % de la population. Elle déclare que pendant la Reconstruction, la plupart des Américains qui résident dans d'autres États que ceux du Sud ne se rendent pas compte du taux croissant de violence contre les Noirs dans le Sud. Elle pense que pendant l'esclavage, les Blancs n'ont pas commis autant d'agressions, en raison de la valeur économique du travail des esclaves. Wells note que, depuis l'époque de l'esclavage, « dix mille Noirs ont été tués de sang-froid, [par lynchage] sans la formalité d'un procès judiciaire et d'une exécution légale ». Le livre d'Ida B. Wells ne mentionne pas explicitement les lois Jim Crow, employant le terme de « civilisation du XIXe siècle » pour qualifier la période mais présente un panorama détaillé du lynchage à cette époque.

##### Autres pamphlets
Ida B. Wells proteste à de multiples reprises lors de lynchages d'Afro-Américains. Parmi ceux-ci, en 1898, elle dénonce des tirs racistes qui tuent 11 Noirs à Wilmington et le lynchage d'un postier noir et de son enfant à Lake City. Le lynchage d'un Noir de Géorgie brûlé vif lui inspire le pamphlet Lynch Law in Georgia (1899). Après la mort d'un Noir qui a violemment résisté à son arrestation, elle publie Mob Rule in New Orleans (1900),.

#### Les associations militantes

##### Contribution à la création de fondations
En 1889, elle est élue secrétaire de la nouvelle Colored Press Association (qui prend ensuite le nom d'Afro-American Press Association). À cette époque, elle rencontre Timothy Thomas Fortune, journaliste noir célèbre et éditeur de The New York Age et rejoint l'Afro-American League qu'il a créée. Cette organisation, qui existe peu de temps, cherche à faire pression pour les droits et l'égalité des citoyens noirs.

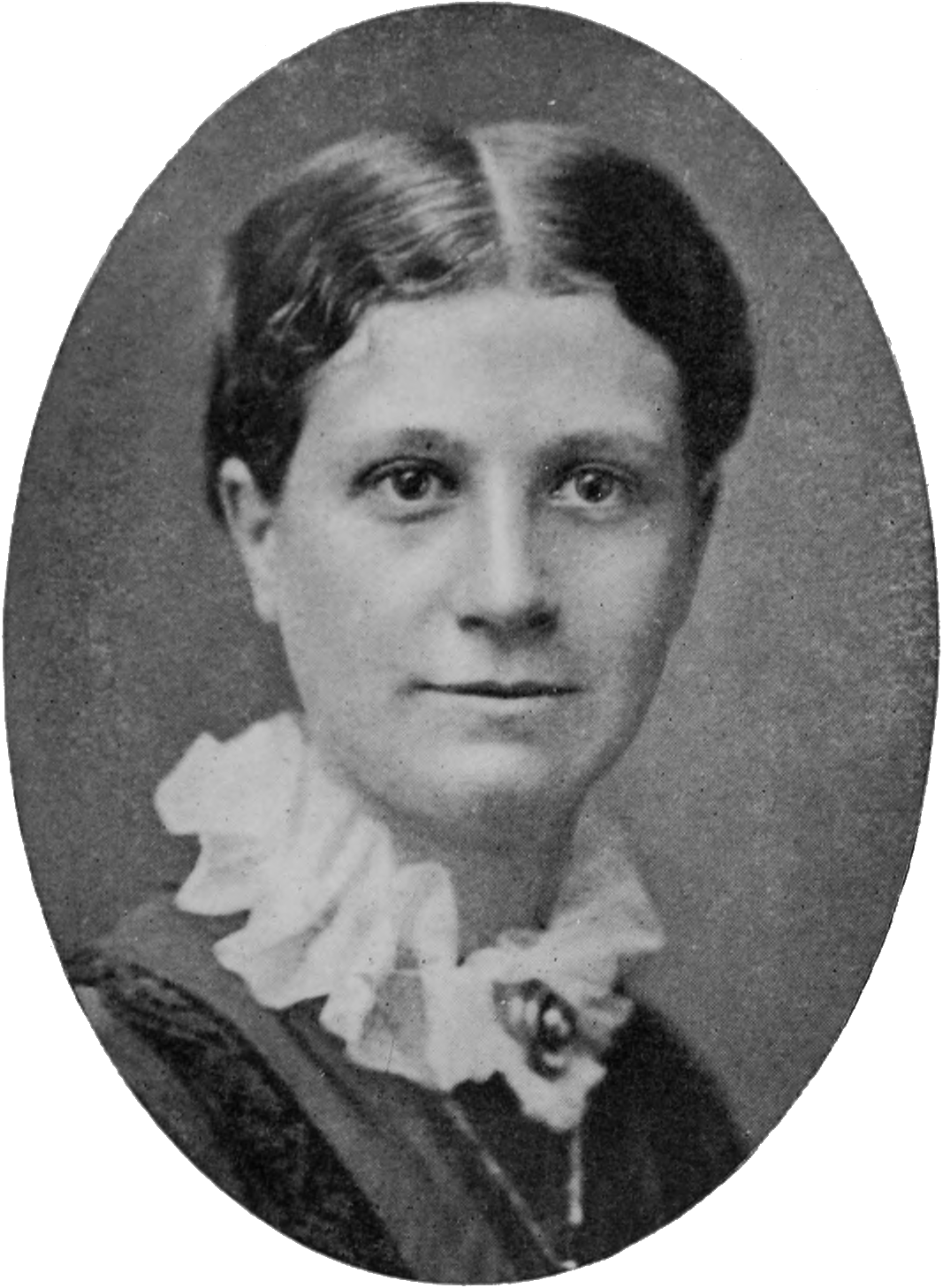
Isabella Fyvie Mayo.

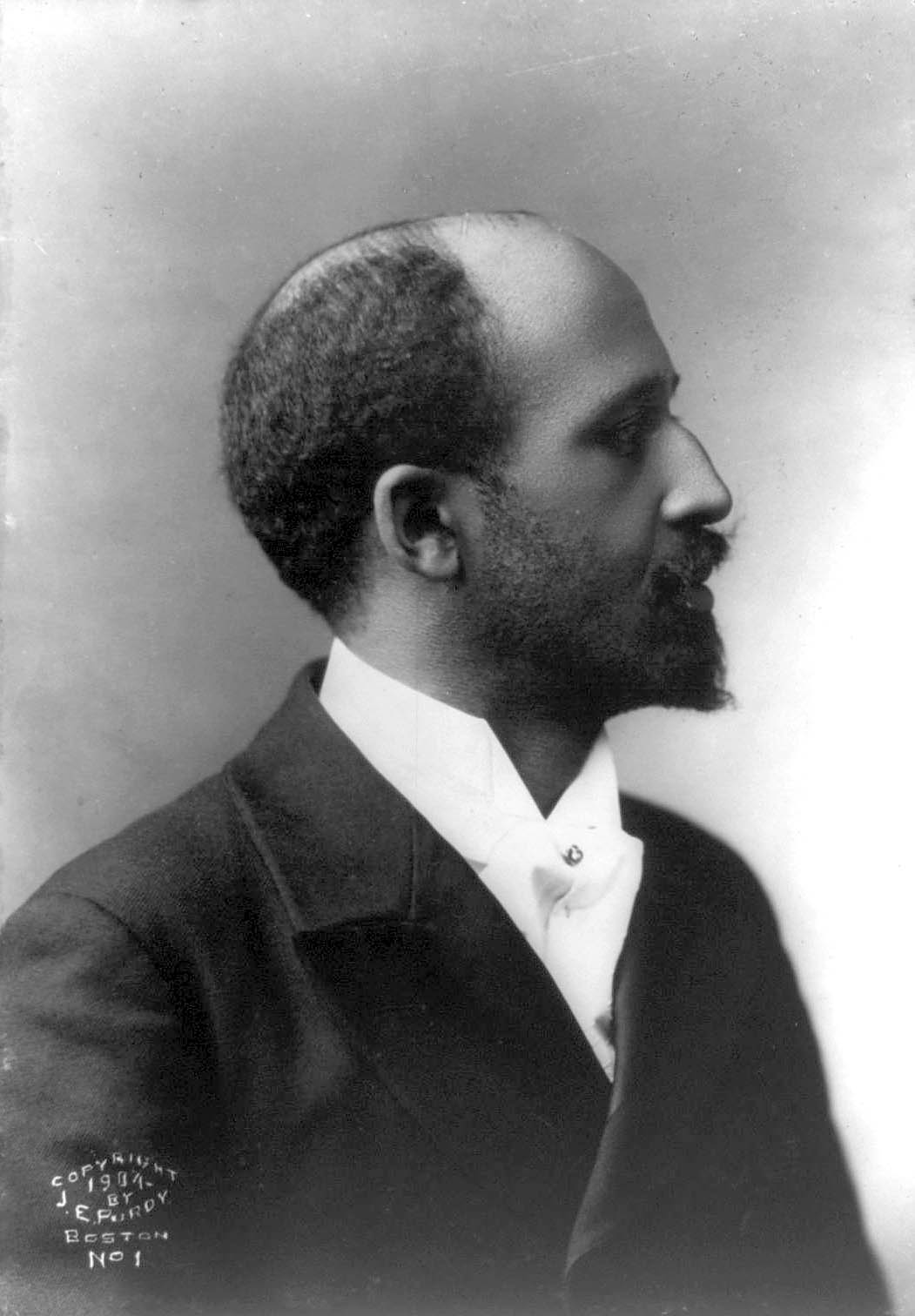
W. E. B. Du Bois.

Entre 1893 et 1895, Ida Wells parcourt les États-Unis et le Royaume-Uni, à la demande d'Isabella Fyvie Mayo, femme de lettres écossaise, en donnant des conférences qui décrivent les atrocités du lynchage. Elle participe à la création de la British Anti-Lynching Society en 1894 et s'investit dans la création d'organisations similaires aux États-Unis.
En 1896, Ida Wells contribue à fonder la National Association of Colored Women's Clubs (NACW) et participe à l'organisation du National Afro-American Council comme présidente du bureau anti-lynchage. En 1909, elle participe au Niagara Movement et s'engage, notamment avec W. E. B. Du Bois, dans la création de la National Association for the Advancement of Colored People (NAACP). Initialement écartée du comité de contrôle de la NAACP, Ida Wells devient membre du comité exécutif de l'organisation, avant de prendre ses distances la même année pour divergence d'opinion avec W. E. B. Du Bois sur la stratégie à mener et les politiques raciales,.

##### Alpha Suffrage Club et autres clubs
Ida B. Wells milite activement pour le droit de vote des femmes et fonde plusieurs clubs féminins dont le premier, le Ida B. Wells Club, en 1893. En 1913, elle crée avec Belle Squire et Virginia Brooks, deux suffragistes blanches, l'Alpha Suffrage Club, le premier club féminin afro-américain engagé pour cette cause. Celui-ci l'envoie comme déléguée au défilé pour le suffrage féminin de 1913 à Washington. Elle doit défiler avec la National American Woman Suffrage Association mais elle refuse de se placer avec les déléguées noires à l'arrière du cortège, comme le lui demande Grace Wilbur Trout, et défile avec la délégation blanche de l'Illinois, à l'avant. Pendant qu'elle réside à Chicago, de 1919 à 1930, elle crée le Chicago Women's club,. À travers ces différents clubs, Ida B. Wells cherche le rapprochement des relations entre Noirs et Blancs et dialogue avec différents groupes de femmes blanches, dont le Cook County Federation of Club Women.

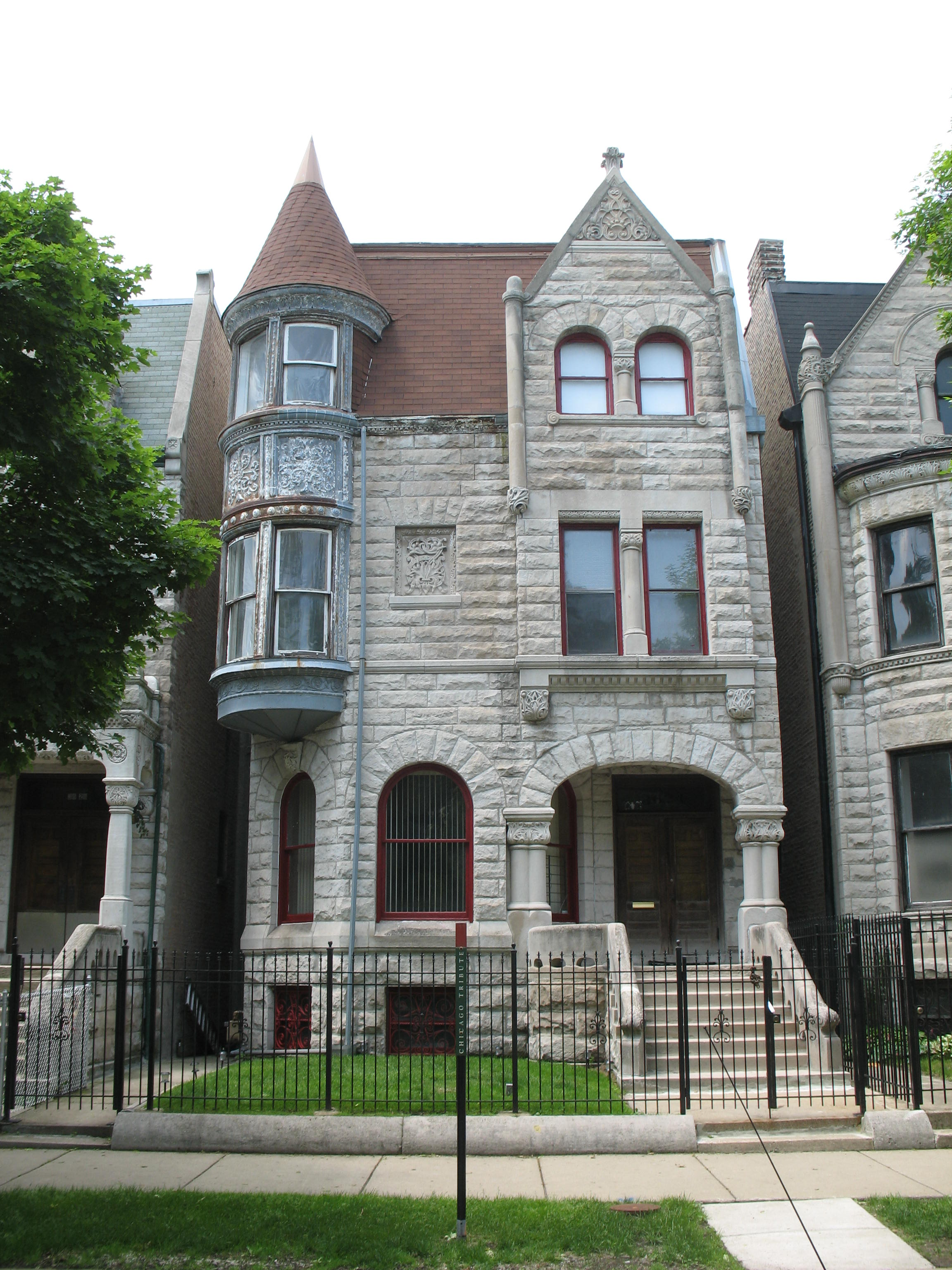
Maison d'Ida B. Wells à Chicago.

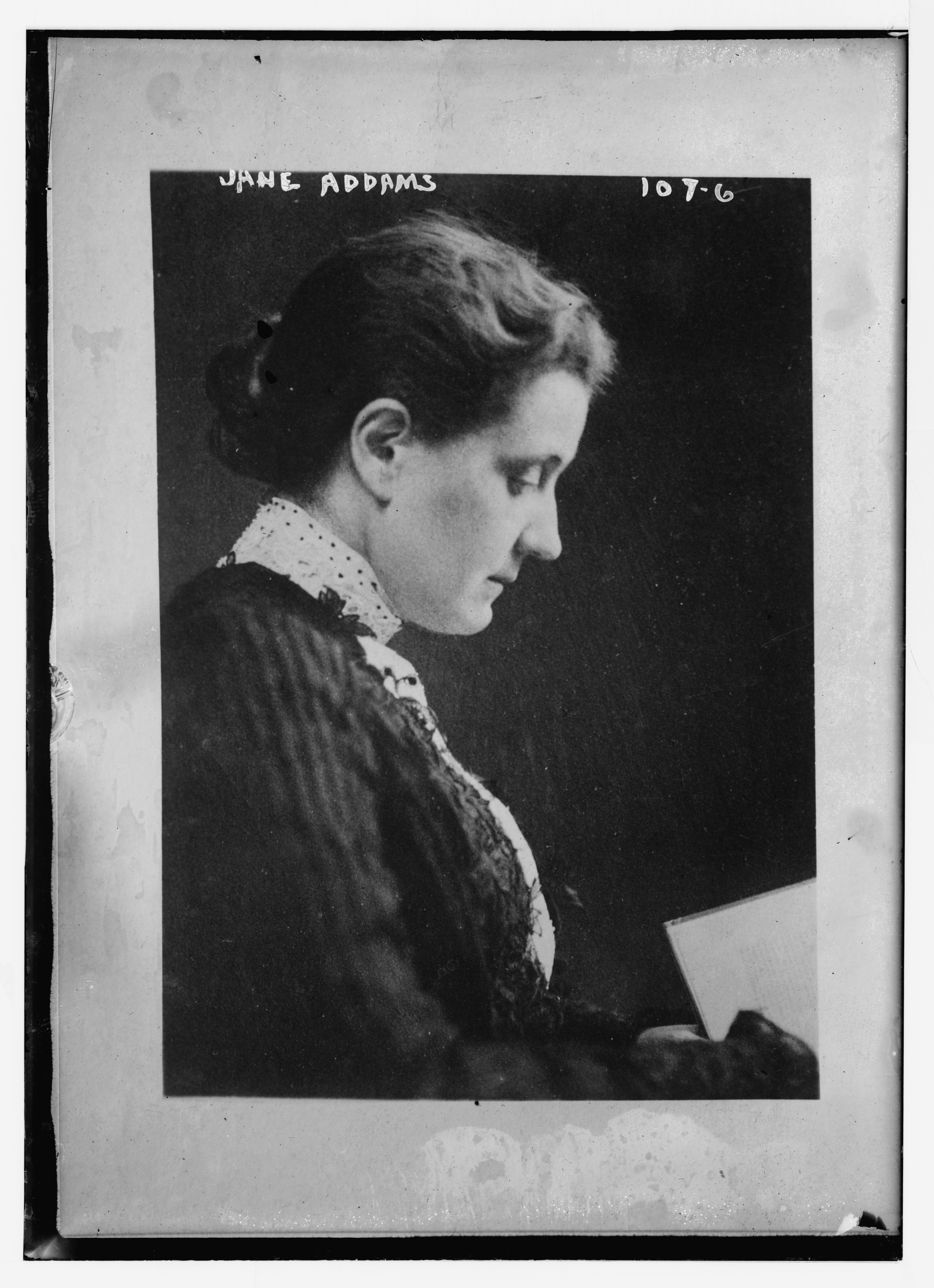
Jane Addams

Elle crée l'une des premières écoles maternelles pour enfants noirs. Elle lutte contre la ségrégation raciale dans les écoles publiques avec Jane Addams ; elle aide celle-ci à fonder la Hull House,. En 1904, elle contribue à créer les centres Frederick Douglass, qui proposent une école maternelle, des ateliers de couture, des cours d'anglais et de sociologie, un forum masculin[Quoi ?], une école d'été pour les enfants noirs et un club de sport pour les filles et les garçons. Entre 1906 et 1911, elle soutient le Pekin Theatre (en), qui lance la carrière de nombreux artistes noirs.
De 1910 à 1920, Ida Wells-Barnett crée et gère avec son mari la Chicago Negro Fellowship League,. Cette association aide les Noirs pauvres qui migrent du Sud à trouver du travail, un logement et à se nourrir,.
Après la Première Guerre mondiale, Ida Wells-Barnett et son mari soutiennent un certain temps l'Universal Negro Improvement Association and African Communities League (UNIA) de Marcus Garvey. Puis Ida Wells-Barnett considère que Garvey est trop imbu de pouvoir pour être un vrai leader et s'éloigne de l'organisation.

#### Agent de probation
De 1913 à 1916, elle est la première femme noire agent de probation au tribunal municipal de Chicago et milite pour que les Afro-Américains obtiennent justice par leurs propres efforts,. Elle perd ce poste lors de l'arrivée d'une nouvelle administration en 1916.

#### Combat politique
Afin d'obtenir une loi anti-lynchage, Ida Wells-Barnett envoie des pétitions à la Maison-Blanche, sous les présidences de William McKinley, Theodore Roosevelt, Woodrow Wilson et Warren G. Harding, sans recevoir un grand soutien.
Ida Wells-Barnett fait campagne pour le Parti républicain dans l'Illinois et le Missouri. Avec l'aide de l'Alpha Suffrage Club de Chicago, elle soutient activement en 1915 l'élection d'Oscar Stanton De Priest, le premier conseiller municipal afro-américain de Chicago,.
En 1930, face aux candidats des grands partis à l'Assemblée générale de l'Illinois, Ida Wells-Barnett présente sa candidature au Sénat. C'est l'une des premières candidates noires à se présenter à une fonction publique aux États-Unis, mais elle est battue. Elle écrit le récit de sa campagne dans son autobiographie Crusade for Justice, ouvrage publié à titre posthume en 1970.

### Vie privée

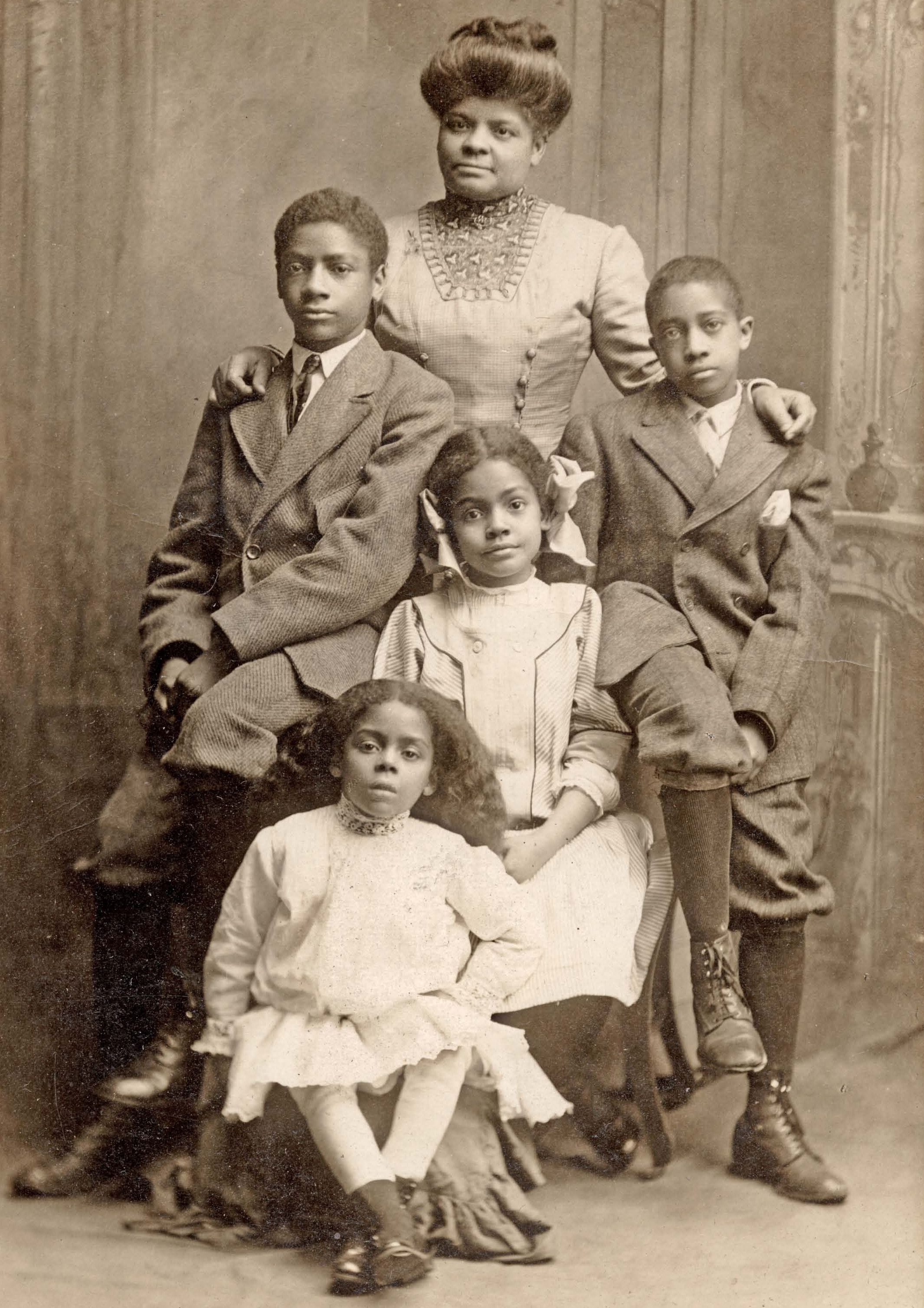
Ida B. Wells-Barnett avec ses enfants, en 1909.

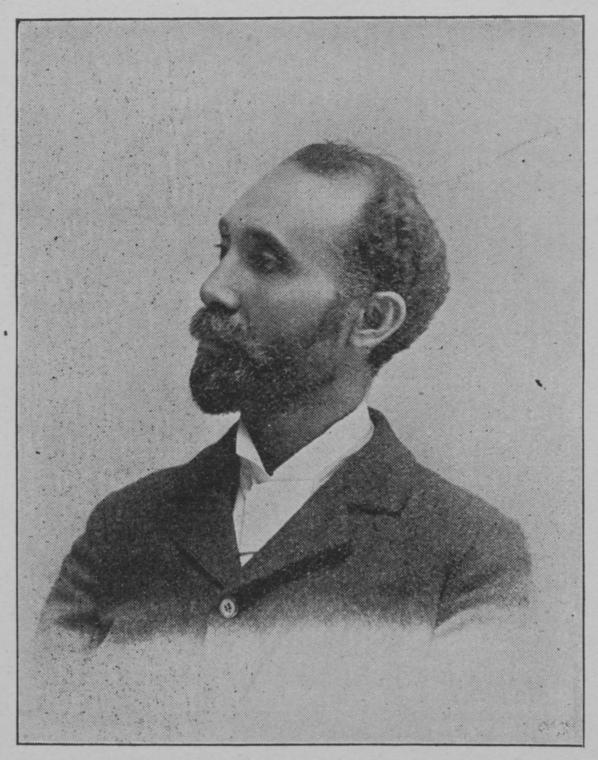
Ferdinand Lee Barnett.

En 1893, Ida B. Wells s'installe à Chicago sur l'invitation de Frederick Douglass à l'occasion du boycott de l'exposition universelle qui s'y déroule la même année. Le 27 juin 1895, elle épouse Ferdinand Lee Barnett (né vers 1856), qu'elle rencontre lors du boycott. C'est un avocat, éditeur du The Chicago Conservator et fonctionnaire de Chicago. Elle se présente désormais sous le nom de Wells-Barnett. Ils vivent dans la Ida B. Wells-Barnett House à Chicago de 1919 à 1930. Son mari est veuf avec deux jeunes garçons et les époux ont ensemble quatre autres enfants : Charles Aked (1896), Herman K. (1897), Ida B. Wells (1901) et Alfreda M. Duster (1904),. Le prénom de Charles lui est donné en l'honneur de l'activiste anglais anti-lynchage Charles Aked, et celui d'Herman en l'honneur du propriétaire du Chicago Inter Ocean, Herman Kohlsaat, qui soutient The Chicago Conservator.
Ida B. Wells-Barnett meurt le 25 mars 1931, à l'âge de 68 ans. Elle est enterrée au cimetière de Oak Woods à Chicago.

## Hommages
En 1988, déjà inscrite au National Association of Black Journalists Hall of Fame, elle entre au National Women's Hall of Fame. Elle est ensuite intronisée au Chicago Literary Hall of Fame (2011), puis au Chicago Women's Hall of Fame (2018).
Au début du Black History Month de 1990, le service postal américain lui dédie un timbre de 25 cents lors d'une cérémonie au Musée des sciences et de l'industrie de Chicago. L'artiste afro-américaine Faith Ringgold lui rend hommage dans son tableau The Sunflowers Quilting Bee at Arles (1996).
Le philosophe et historien Molefi Kete Asante de l'université Temple inscrit Ida B. Wells-Barnett dans 100 Greatest African Americans (2002). Elle fait l'objet d'une émission de BBC Radio 4, Great Lives (2014).
En 2020, elle reçoit à titre posthume une citation spéciale du prix Pulitzer.
Mattel Création crée une Barbie Signature : Ida B. Wells Barbie Inspiring Women Doll « en hommage aux héroïnes de cette époque » (2022).
Elle est célébrée avec d'autres suffragettes, dont Bettiola Héloïse Fortson, au Evansville African American Museum, pour le centenaire du dix-neuvième amendement (2020) puis à l'occasion des 110 ans de la création de l'Alpha Suffrage Club. Une statue à son effigie est inaugurée en septembre 1921 à la Middle school de Washinghton. En 2022, elle fait partie des 100 suffragettes citées par l'opération 100 ans/100 femmes.
Pour la première fois, le nom d'une personnalité afro-américaine est donné à une artère principale à Chicago et renommée Ida B. Wells Drive (2019),. Un monument est érigé en sa mémoire : The Light of Truth Ida B. Wells National Monument, situé 617-629 East 37th Street, Chicago, et inauguré en 2021.

## Postérité
Un prix Ida B. Wells est créé en 1983 par la National Association of Black Journalists. Il est remis chaque année, conjointement au Medill School of Journalism à l'université Northwestern, à celles et ceux qui facilitent l'accès des personnes de couleur au journalisme et améliorent leur visibilité dans les médias américains.
À Holly Springs est situé l'Ida B. Wells-Barnett Museum, centre culturel d'histoire afro-américaine, associé à une fondation vouée au soutien du journalisme, de l'éducation et de la justice sociale. Ce centre est installé dans l'ancienne Bolling–Gatewood House, maison dans laquelle la famille d'Ida B. Wells a vécu pendant son esclavage.
En 2016, The Ida B. Wells Society for Investigative Reporting est créée à Memphis afin de promouvoir le journalisme d'investigation des minorités.
En 2018, le National Memorial for Peace and Justice est inauguré en mémoire de l'héritage des esclaves noirs, des populations terrorisées par les lynchages et des Afro-Américains humiliés par la ségrégation raciale. Un espace de réflexion est consacré à Ida Wells, une sélection de ses citations y figure et une pierre porte son nom.
La Maison-Blanche lui rend hommage en déclarant que « l'histoire des campagnes anti-lynchage à la Maison Blanche a été indubitablement inspirée par l'héritage d'Ida B. Wells-Barnett. De nombreux militants afro-américains successifs ont poursuivi cette campagne en vue d'obtenir une législation nationale contre le lynchage ; cet objectif a finalement été atteint en 2020. Ce progrès a pris plus d'un siècle et n'aurait pas été possible sans les efforts initiaux de Wells-Barnett ».

## Œuvres
: citation complète pour une référence abrégée utilisée dans l'article

### Éditions américaines contemporaines
- (en-US) avec Frederick Douglass, The Red Record, Dodo Press, 1895, rééd. 2 janvier 2009, 116 p. (ISBN 978-1-4099-1603-1).
- (en-US) Ida B. Wells (lecture intégrale), The Red Record : Tabulated Statistics and Alleged Causes of Lynching in the United State, Projet Gutenberg, 8 février 2005 (lire en ligne [e-book]). .Produit par Suzanne Shell et Melissa Er-Raqabi.
- (en-US) Southern Horrors : Lynch Law in all its phases (lecture intégrale), Projet Gutenberg, 8 février 2005 (lire en ligne [e-book]). Produit par Suzanne Shell et Melissa Er-Raqabi.
- (en-US) Southern Horrors : Lynch Law in All Its Phases, Dodo Press, 1892, rééd. 2 janvier 2009, 48 p. (ISBN 978-1-4099-1604-8).
- (en-US) On Lynchings, Humanity Books, 1969, rééd. 1er avril 2002, 204 p. (ISBN 978-1-59102-008-0).
- (en-US) On Lynchings : Southern Horrors, a Red Record, Mob Rule in New Orleans, Arno Press, 1969, 200 p. (ISBN 978-0-405-01849-7, lire en ligne).
- (en-US) Alfreda M. Duster (éd.), Crusade for Justice : The Autobiography of Ida B. Wells, University of Chicago Press, 1970, rééd. 23 juillet 1991, 466 p. (ISBN 978-0-226-89344-0, lire en ligne).
- (en-US) The Memphis Diary of Ida B. Wells, Beacon Press, 1994, rééd. 31 octobre 1995, 240 p. (ISBN 978-0-8070-7065-9).
- (en-US) Southern Horrors and Other Writings, Bedford/St. Martin's, 1er mai 1996, 228 p. (ISBN 978-0-312-11695-8, lire en ligne).
- (en-US) The Light of Truth : Writings of an Anti-lynching Crusader, Penguin Classics, 25 novembre 2014, 568 p. (ISBN 978-0-14-310682-1).

### Traduction en français
- Les horreurs du Sud : trois pamphlets (trad. de l'anglais par Alexandre Fachard, préf. Nicole Bacharan), Genève, éditions Markus Haller, 2016, 230 p. (ISBN 978-2-940427-25-3, SUDOC 193448157). Traduction de Southern Horrors, A Red Record et Mob Rule in New Orleans.